# Бувенкур сир Брел
Бувенкур сир Брел (фр. Bouvaincourt-sur-Bresle) насеље је и општина у североисточној Француској у региону Пикардија, у департману Сома која припада префектури Абевил.
По подацима из 2011. године у општини је живело 832 становника, а густина насељености је износила 121,99 становника/km². Општина се простире на површини од 6,82 km². Налази се на средњој надморској висини од 15 метара (максималној 123 m, а минималној 7 m).

## Демографија
| 1962. | 1968. | 1975. | 1982. | 1990. | 1999. | 2011. |
| ----- | ----- | ----- | ----- | ----- | ----- | ----- |
| 528   | 618   | 542   | 569   | 635   | 694   | 832   |

График промене броја становника у току последњих година